# Межпланетный Интернет
IPN (англ. Interplanetary Internet, Межпланетный интернет) — проект NASA, предназначенный для обеспечения сверхдальней космической связи. В разработке принимал участие Винт Серф (Vint Cerf), ныне вице-президент компании Google.

## Принцип работы
При проектировании используется архитектура DTN (Delay&Disruption-Tolerant Networking). Одной из особенностей протоколов, построенных на базе этой архитектуры является доставка данных вне зависимости от текущего состояния каналов связи. В DTN реализован принцип работы «сохрани и передай» (Store and Forward). При получении данных для узла, в настоящий момент находящегося вне зоны доступа, данные сохраняются. После нахождения маршрута до получателя (или самого получателя) данные передаются на следующий узел.
Передачу пакета данных в DTN можно сравнить с перевозкой груза на грузовике из пункта А в пункт Z по указателям A->B->…->Z. Если в пункте M не будет указателя на N или дорогу размоет, то груз (данные) в обычном варианте выкидывается. Доставка груза (данных) в варианте DTN будет выглядеть следующим образом: Фура доезжает до пункта B. В пункте B становится известно, что дороги (канала связи) в C нет, и когда появится — неизвестно. Фура разгружается, груз отправляется на склад. Через 20 дней появляется дорога до C и груз перевозится в новый пункт. При этом отправитель в пункте А не знает, как (и в общем случае когда) груз дойдет до адресата.

## Текущий статус разработки проекта
В настоящее время в сети межпланетной связи NASA, построенной по архитектуре DTN, насчитывается 10 узлов.
Летом 2009 года узел IPN заработал на МКС. В рамках тестирования системы были успешно переданы изображения с МКС на Землю.

### Испытания в космосе
Впервые испытания нового протокола прошли ещё в ноябре 2008 года, когда специалисты NASA успешно передали около десятка фотографий на борт зонда «Дип Импакт» (Deep Impact), находившийся в тот момент в 32 миллионах километров от Земли.
В ноябре 2012 при помощи IPN командир МКС Санита Уильямс (Sunita Williams) провела сеанс управления небольшим роботом (собран из деталей конструктора «Лего»), находившемся в европейском центре управления полётами в германском Дармштадте.

## Планы развития проекта
До 2011 года планировалось завершить работы по тестированию в реальных условиях.
В дальнейшем NASA планирует использовать IPN при подготовке лунной экспедиции.